# Begonia albomaculata
Espèce
Begonia albomaculata est une espèce de plantes de la famille des Begoniaceae.
Ce bégonia est originaire de l'Équateur et du Pérou. L'espèce fait partie de la section Cyathocnemis. La description a été publiée en 1906 par le botaniste suisse Jacques Huber (1867-1914), à la suite de son homologue Casimir Pyrame de Candolle (1836-1918). L'épithète spécifique, albomaculata, signifie « à taches blanches ».
Il ne faut pas confondre cette plante avec la forme tachetée d'une autre espèce : Begonia formosana f. albomaculata.